# Ralph Neville, 1. jarl af Westmorland
Ralph Neville, 1. jarl af Westmorland KG PC Earl Marshal (ca. 1364 – 21. oktober 1425), var en engelsk adelsmand af Huset Neville.

## Baggrund
Ralph Neville blev født omkring 1364, som søn af John Neville, 3. baron Neville de Raby og hans hustru Maud Percy (d. 1379), datter af Henry de Percy, 2. baron Percy af Alnwick i Northumberland, og hans hustru Idoine de Clifford, datter af Robert Clifford, 1. baron Clifford. Neville havde en yngre bror og fem søstre:
- Thomas Neville, 5. baron Furnivall, der blev gift med Joan Furnival. Far til Maud Neville, 6. baronesse Furnivall, hustru til John Talbot, 7. baron Talbot .
- Lady Alice Neville, der blev gift med William Deincourt, 3. Lord Deincourt
- Lady Maud Neville, der blev gift med Sir William le Scrope [ <span title="This claim needs references to reliable sources. (October 2020)">citat nødvendigt</span> ]
- Lady Idoine Neville
- Lady Eleanor Neville, der blev gift med Ralph Lumley, 1. baron Lumley.
- Lady Elizabeth Neville, som blev nonne.

Nevilles far giftede sig for anden gang (før 9. oktober 1381) med Elizabeth Latimer (datter 5. november 1395), datter af William Latimer, 4. baron Latimer. Ved sin fars andet ægteskab fik Neville en halvbror og halvsøster:
- John Neville, 6. baron Latimer (ca. 1382 – 10. december 1430), der først giftede sig med Maud Clifford (død ca. 26. august 1446), datter af Thomas Clifford, 6. baron Clifford, som han blev skilt fra før 1413-17, som ikke fødte ham nogen børn. Hun giftede sig for anden gang med Richard af Conisburgh, 3. jarl af Cambridge, halshugget den 5. august 1415 for sin rolle i Southampton sammensværgelsen.[4]
- Lady Elizabeth Neville, der blev gift med Sir Thomas Willoughby.

## Karriere
Neville gjorde først militærtjeneste i Bretagne under kong Richard 2.'s onkel, Thomas af Woodstock, der slog ham til ridder i Saint-Omer i juli 1380. Den 14. november 1381 fik han og hans fætter, Henry "Hotspur" Percy, til opgave at være vidne til en duel mellem en englænder og en skotte, og den 1. december 1383 fik han og hans far til opgave at modtage 24.000 mark fra skotterne for løskøbelsen af kong David. Den 26. oktober 1385 blev han udnævnt til guvernør af Carlisle sammen med Sir Thomas Clifford, og den 27. marts 1386 blev han sammen med Clifford udnævnt til Warden of the West March.
Neville arvede titlen i en alder af 24 år ved sin fars død den 17. oktober 1388 og var indkaldt til parlamentet fra 6. december 1389 til 30. november 1396 ved en ordre henvendt til Radulpho de Nevyll de Raby. Den 25. oktober 1388 blev han sammen med andre udnævnt til at inspicere befæstningerne ved den skotske grænse, og den 24. maj 1389 blev han gjort til vogter for resten af de kongelige skove nord for Trent. I 1393 og 1394 var han optaget af fredsforhandlinger med Skotland.
I 1397 støttede Neville kong Richards rettergang mod Thomas af Woodstock og Lords Appellant, og som belønning blev han ophøjet til jarl af Westmorland den 29. september samme år. Hans loyalitet over for kongen blev dog testet kort efter. Hans første hustru, Margaret Stafford, døde den 9. juni 1396, og Nevilles andet ægteskab med Joan Beaufort før den 29. november 1396 gjorde ham til svigersøn til kong Richards onkel, Johan af Gent, 1. hertug af Lancaster. Så da kong Richard forviste Johan af Gents ældste søn og arving, Henrik af Bolingbroke den 16. september 1398 og konfiskerede Bolingbrokes godser efter Johan af Gents død den 3. februar 1399, måtte Westmorland støtte sin svoger. Bolingbroke gik i land med en lille styrke ved Ravenspurn i juli 1399. Westmorland og jarlen af Northumberland var med i deputationen i Tower of London, der modtog kong Richards abdikation, og Westmorland bar det lille scepter kaldet "virge" ved Bolingbrokes kroning som kong Henrik 4. den 13. oktober 1399.
For sin støtte til den nye konge blev Westmorland belønnet med en livstidsudnævnelse som Earl Marshal den 30. september 1399 (skønt han fratrådte kontoret i embedet), en livstidsbevilling til Richmond besiddelsen den 20. oktober ved tildelingen af titlen jarl af Richmond) og adskillige formynderskab. Inden den 4. december blev han udnævnt til kongens råd. I marts 1401 var Westmorland en af regeringsrepræsentanterne, der førte forhandlinger om et ægteskab mellem kongens ældste datter, Blanka af England, og Ludvig, søn af Ruprecht, tysk konge, og i 1403 blev han slået til ridder af Hosebåndsordenen og overtog den ledige plads efter Edmund af Langleys død, 1. hertug af Yorks død.
Ifølge Tuck havde Westmorland ringe indflydelse på grænsen til Skotland i de første år af Henrik 4.'s regeringstid, hvor embederne som Warden of the Marches var monopoliseret af Percy-slægten, hvilket førte til en voksende rivalisering mellem de to familier. Imidlertid greb Percy-slægten til våben mod kongen i 1403, ansporet af forskellige klagepunkter, og led nederlag i Slaget ved Shrewsbury den 21. juli 1403. Northumberlands søn, Henry Percy ("Hotspur"), blev dræbt i Shrewsbury, og Northumberlands bror, jarlen af Worcester, blev halshugget to dage senere. Efter Shrewsbury beordrede kong Henrik Westmorland til at rejse tropper og forhindre Northumberlands hær, som stadig var i nord, fra at bevæge sig mod syd. Den 6. august 1403 blev Westmorland, som en belønning for hans tjeneste for at have tvunget Northumberland tilbage til Warkworth Castle, tildelt embedet som Warden of the West March, som Northumberland havde haft siden 1399, og Warden of the East March, som tidligere havde været beast af Hotspur, blev givet til kongens 14-årige søn, Johan af Lancaster, 1. hertug af Bedford.
To år senere greb Northumberland igen til våben, sammen med Lord Bardolf, mod kongen. Det havde været Northumberlands plan at overraske jarlen til at starte med, og i begyndelsen af maj 1405 foretog Northumberland med 400 mand et overraskelsesangreb på borgen Witton-le-Wear, hvor han havde opholdt sig. Forsøget mislykkedes, da Westmorland allerede var flygtet. Jarlen samlede hurtigt en hær, besejrede en styrke af Percy-allierede i Topcliffe og marcherede derefter mod York sammen med Henrik 4.'s søn, Johan af Lancaster, for at konfrontere en styrke på omkring 8.000 mand samlet ved Shipton Moor under ledelse af ærkebiskop Richard Scrope, Thomas Mowbray, 4. jarl af Norfolk, og Scropes nevø, Sir William Plumpton. I mindretal i forhold til Scropes styrker, brugte Westmorland list og fik Scrope og hans allierede til at tro, at deres krav ville blive accepteret og deres personlige sikkerhed garanteret. Så snart Scropes hær var blevet opløst den 29. maj, blev Scrope, Mowbray og Plumpton arresteret, straks dømt til døden for forræderi og halshugget uden for Yorks mure den 8. juni 1405. Selvom Westmorland havde overgivet Scrope og hans allierede til kongen ved Pontefract, spillede han ingen rolle i deres hastige og uregelmæssige retssag og henrettelse, idet han var blevet sendt nordpå af kongen den 4. juni for at indtage Northumberlands borge. Det er uklart, om Northumberland fra starten havde planlagt at gøre åbent oprør i fællesskab med Scrope, men da det kom til stykket gav han ikke Scrope nogen støtte og flygtede til Skotland efter sit mislykkede forsøg på at tage Westmorland til fange. Hans godser blev efterfølgende overtaget af kronen, og Ralph, jarl af Westmorland modtog i juni 1405, som en belønning for at have slået oprøret i 1405 ned uden betydelig blodsudgydelse, en stor belønning i form af af tidligere Percy-besiddelser i Cumberland og Northumberland.
Efter Henrik 4.'s død var Westmorland hovedsageligt beskæftiget med at forsvare den nordlige grænse i sin egenskab Warden of the West March (1403–1414). I 1415 besejrede han afgørende en invaderende skotsk hær i Slaget ved Yeavering.  Westmorland spillede ingen rolle i kong Henrik 5.'s franske felttog, og Tuck bemærker, at hans forhold til Henrik 5. ikke var nært, måske delvis på grund af Westmorlands svigersøn, Sir Thomas Greys meddelagtighed i Southampton sammensværgelsen. Efter Henrik 5.s død var Westmorland medlem formynderregeringen mens kong Henrik 6. var umyndig.
Ifølge Tait var Westmorland "ingen ubetydelig bygherre", idet han som eksempler bemærker hans genopbygning af Sheriff Hutton Castle i en skala så storslået, at Leland så "intet hus i nord så lig en fyrstelig bolig", hans fordobling af størrelsen på indgangsporten til Raby Castle og det tilsvarende tårn og muligvis hans ansvar for det "høje og slående tårn" i Richmonds sognekirke. Den 1. november 1410 fik Westmorland tilladelse til at grundlægge et College for en mester, seks skrivere, seks "svækkede herrer" og andre i Staindrop, til hvis afslutning han efterlod en gave i sit testamente. Han var sandsynligvis ansvarlig for opførelsen af Penrith Castle i Cumberland ca. 1412–13.

## Ægteskaber og afkom
Ralph Neville giftede sig to gange og fik 22 børn:

### Første ægteskab
Han giftede sig først med Margaret Stafford (død 9. juni 1396), den ældste datter af Hugh Stafford, 2. jarl af Stafford, og hans hustru Philippa Beauchamp, en datter af Thomas Beauchamp, 11. jarl af Warwick (og hans hustru Katherine Mortimer, datter af Roger Mortimer, 1. jarl af March). Med Margaret Stafford fik han to sønner og seks døtre:
- Sir John Neville (ca. 1387 – før den 20. maj 1420), der før sin far. Han giftede sig med Elizabeth Holland, femte datter af Thomas Holland, 2. jarl af Kent, og Alice FitzAlan, og havde af hende tre sønner og en datter:
  - Ralph Neville, 2. jarl af Westmorland (1406-1484), arving til sin bedstefar;
  - John Neville, baron Neville;
  - Sir Thomas Neville (inden 20. maj 1420 – 1459);
  - Margaret Neville (ca. 1408 – før 1434).[15]
- Sir Ralph Neville (død 25. februar 1458), der inden 1411 giftede sig med sin stedsøster, Mary Ferrers, datter af Robert Ferrers af Wem, og Joan Beaufort.[16]
- Maud Neville (død oktober 1438), der blev gift med Peter Mauley, 5. baron Mauley.
- Alice Neville, der først var gift med Sir Thomas Grey, halshugget den 2. august 1415 for sin rolle i Southampton sammensværgelsen og for anden gang med Sir Gilbert Lancaster.[17]
- Philippa Neville, der inden 20. juli 1399 blev gift sig med Thomas Dacre, 6. baron Dacre af Gilsland (død 5. januar 1458).[18]
- Elizabeth Neville, en nonne.
- Anne Neville (født omkring 1384), der inden den 3. februar 1413 blev gift med Sir Gilbert Umfraville (dræbt i Slaget ved Baugé i Anjou den 22. marts 1421[19]), søn af Sir Thomas Umfraville (død 12. februar 1391) og Agnes Gray (død 25. oktober 1420), en datter af Sir Thomas Grey (død før den 22. oktober 1369) af Heaton.
- Margaret Neville (død 1463/4), der først blev gift inden den 31. december 1413 med Richard Scrope, 3. baron Scrope af Bolton og anden gang med William Cressener, Esquire.[20]

### Andet ægteskab
Neville giftede sig anden gang inden den 29. november 1396 i Château de Beaufort, Maine-et-Loire, Anjou, Frankrig, med Joan Beaufort, enken efter Robert Ferrers, 2. baron Ferrers (1373-1396), og den legitimerede datter af Johan af Gent, 1. hertug af Lancaster (3. søn af kong Edvard 3.) og hans elskerinde (og senere tredje hustru) Katherine Swynford. Med Joan Beaufort fik han ni sønner og fem døtre:
- Joan Neville (ca. 1398 – 1453), en nonne.
- Eleanor Neville (1398–1472), var først gift med Richard Despencer, 4. baron Burghersh, derefter med Henry Percy, 2. jarl af Northumberland.
- Katherine Neville (ca. 1399 – c. 1483), gift første gang den 12. januar 1411 med John Mowbray, 2. hertug af Norfolk, anden gang med Sir Thomas Strangways, tredje gang med John Beaumont, 1. viscount Beaumont, fjerde gang med Sir John Woodville (død 12. august 1469).
- Richard Neville, 5. jarl af Salisbury (1400–1460), som blev gift med Alice Montacute, suo jure 5. grevinde af Salisbury. Deres søn var Richard Neville, 16. jarl af Warwick (1428–1471), "Kongemageren".  Richard Neville, 16. jarl af Warwick (1428–1471), "Kongemageren", et barnebarn af Ralph Neville, 1. jarl af Westmorland og Joan Beaufort. På sit skjold viser han sin mors familie Montecutes våbenskjold, men viser Neville-slægtens tyre hjelm til venstre for hans skulder, og han står på Neville-slægtens samme heraldiske dyr
- Henry Neville (ca. 1400).
- Thomas Neville (ca. 1401).
- Cuthbert Neville (ca. 1402).
- Robert Neville (1404–1457), biskop af Salisbury og biskop af Durham.
- William Neville, 1. jarl af Kent (ca. 1405−1463).
- George Neville, 1. baron Latimer (ca. 1407−1469).
- Anne Neville (1414? –1480), gift første gang med Humphrey Stafford, 1. hertug af Buckingham, anden gang med Walter Blount, 1. baron Mountjoy.
- John Neville (omkring 1411).
- Edward Neville, 3. baron Bergavenny (ca. 1414−1476).
- Cecily Neville (1415–1495), gift med Richard, 3. hertug af York, som hun fødte de senere engelske konger Edvard 4. og Richard 3.

## Død, begravelse og arv
Westmorland døde den 21. oktober 1425 og blev begravet i koret i hans Collegiate Church of St. Mary iStaindrop. Det storslåede alabastgravmonument med portrætteringer af ham selv og hans to hustruer er blevet kaldt det fineste gravmonument i Nordengland. Ingen af hans hustrur er begravet ved hans side. Hans første hustru, Margaret Stafford, blev begravet i Brancepeth, County Durham, mens hans anden hustru, Joan Beaufort, blev begravet med sin mor under en stenhimmel i et kapel i Lincoln Cathedral.
Westmorland havde overlevet sin ældste søn Sir John Neville (c.1387-1420) og blev efterfulgt i sin titel af sit barnebarn (sidstnævntes søn) Ralph Neville, 2. jarl af Westmorland (1406-1484).

## Shakespeare og Westmorland
Westmorland er portrætteret i Shakespeares Henrik den Fjerde, del 1; Henrik den Fjerde, del 2 og Henrik den Femte.
I åbningsscenen i Henrik den Fjerde, del 1, præsenteres Westmorland historisk som en allieret af kong Henrik 4. mod Percy-familien, og i de sidste scener af stykket sendes han til det Nordengland af kongen efter Slaget ved Shrewsbury at tage jarlen af Northumberland til fange.
I fjerde akt af Henrik den Fjerde, del 2 portrætteres Westmorland historisk som værende hovedansvarlig for at nedkæmpe Percy-oprøret i 1405 under ærkebiskop Scrope næsten uden blodsudgydelse ved vellykket at forhandle med oprørerne den 29. maj 1405 ved Shipton Moor.
Imidlertid bliver Westmorland uden hold i historien portrætteret i Henrik den Femte som at have modstået argumenterne til fordel for krig mod Frankrig, fremsagt af ærkebiskop Chichele i parlamentet, der begyndte i Leicester den 30. april 1414. Med Hall og Holinshed som kilde tilskriver Shakespeare disse argumenter til Chichele på et tidspunkt, hvor Chichele endnu ikke formelt var ærkebiskop, skønt han var blevet udnævnt af kongen straks efter ærkebiskop Arundels død den 14. februar 1414. Desuden siges det, at de parlamentariske ruller ikke har registreret Chicheles tilstedeværelse, og ifølge Tait blev spørgsmålet om krig mod Frankrig ikke drøftet. Derudover menes det, at Westmorlands tale, der opvejede fordelene ved krig mod Skotland snarere end Frankrig, til at være taget fra et værk af den skotske historiker, John Major, der først blev født et halvt århundrede efter parlamentets indkaldelse i 1414.
Den første foliotekst til Henrik den Femte giver også Westmorland uden hold i historien disse linjer aftenen før Slaget ved Agincourt:
Gid vi nu havde

ti tusind af de mænd der er i England

og intet gør i dag.
(Henrik den Femte, IV.3)
Westmorland var ikke sammen med kong Henry 5. på 1415-felttoget i Frankrig. Den 17. april 1415 blev han udnævnt til med regentskabsrådet, som skulle styre England under kongens bror, Johan af Lancaster, 1. hertug af Bedford, under kongens fravær i Frankrig med særligt ansvar for grænsen mod Skotland. I den første kvartotekst af stykket er de foregående linjer givet til jarlen af Warwick.
Det er blevet hævdet af Brenda James og professor William Rubinstein, at Nevilles tiptipoldebarn Sir Henry Neville skrev William Shakespeares værker.

## Yderligere læsning
- Harriss, Gerald (2006). Shaping the Nation: England 1360–1461. Oxford University Press.
- Neville, Cynthia J. (1998). Violence, Custom and the Law. Edinburgh University Press.
- Swallow, Henry J. (1885). De Nova Villa: or, The House of Nevill in Sunshine and Shade. Newcastle upon Tyne: Andrew Reid.